# Вільямстаун (Західна Вірджинія)
Вільямстаун (англ. Williamstown) — місто (англ. city) в США, в окрузі Вуд штату Західна Вірджинія. Населення — 2997 осіб (2020).

## Географія
Вільямстаун розташований за координатами 39°23′59″ пн. ш. 81°27′3″ зх. д. / 39.39972° пн. ш. 81.45083° зх. д. (39.399652, -81.450902).  За даними Бюро перепису населення США в 2010 році місто мало площу 4,63 км², з яких 3,56 км² — суходіл та 1,07 км² — водойми. В 2017 році площа становила 4,20 км², з яких 3,39 км² — суходіл та 0,81 км² — водойми.

### Клімат
| Клімат : Вільямстаун  | Клімат : Вільямстаун | Клімат : Вільямстаун | Клімат : Вільямстаун | Клімат : Вільямстаун | Клімат : Вільямстаун | Клімат : Вільямстаун | Клімат : Вільямстаун | Клімат : Вільямстаун | Клімат : Вільямстаун | Клімат : Вільямстаун | Клімат : Вільямстаун | Клімат : Вільямстаун | Клімат : Вільямстаун |
| Показник              | Січ.                 | Лют.                 | Бер.                 | Квіт.                | Трав.                | Черв.                | Лип.                 | Серп.                | Вер.                 | Жовт.                | Лист.                | Груд.                | Рік                  |
| Середній максимум, °C | 2,8                  | 3,9                  | 6,1                  | 11,7                 | 18,3                 | 23,3                 | 27,8                 | 29,4                 | 25,0                 | 18,9                 | 12,2                 | 6,1                  | 17,8                 |
| Середній мінімум, °C  | −5                   | −3,9                 | 0,6                  | 5,6                  | 10,6                 | 15,6                 | 17,8                 | 17,2                 | 13,3                 | 6,7                  | 2,2                  | −2,8                 | 6,7                  |
| Норма опадів, мм      | 81                   | 71                   | 97                   | 86                   | 102                  | 97                   | 112                  | 97                   | 76                   | 71                   | 79                   | 76                   | 1044                 |
| --------------------- | -------------------- | -------------------- | -------------------- | -------------------- | -------------------- | -------------------- | -------------------- | -------------------- | -------------------- | -------------------- | -------------------- | -------------------- | -------------------- |
| Джерело: Weatherbase  |                      |                      |                      |                      |                      |                      |                      |                      |                      |                      |                      |                      |                      |

## Демографія
Згідно з переписом 2010 року, у місті мешкало 2908 осіб у 1254 домогосподарствах у складі 848 родин. Густота населення становила 628 осіб/км².  Було 1352 помешкання (292/км²).
Расовий склад населення:
| - 97,7 % — білих - 0,5 % — корінних американців - 0,3 % — азіатів - 0,2 % — чорних або афроамериканців - 0,1 % — вихідців з тихоокеанських островів |

До двох чи більше рас належало 0,8 %. Частка іспаномовних становила 0,7 % від усіх жителів.
За віковим діапазоном населення розподілялося таким чином: 21,8 % — особи молодші 18 років, 60,0 % — особи у віці 18—64 років, 18,2 % — особи у віці 65 років та старші. Медіана віку мешканця становила 44,0 року. На 100 осіб жіночої статі у місті припадало 88,3 чоловіків;  на 100 жінок у віці від 18 років та старших — 88,6 чоловіків також старших 18 років.
Середній дохід на одне домашнє господарство  становив 65 915 доларів США (медіана — 49 890), а середній дохід на одну сім'ю — 77 260 доларів (медіана — 61 667). Медіана доходів становила 48 581 долар для чоловіків та 35 966 доларів для жінок. За межею бідності перебувало 9,0 % осіб, у тому числі 13,0 % дітей у віці до 18 років та 9,8 % осіб у віці 65 років та старших.
Цивільне працевлаштоване населення становило 1288 осіб. Основні галузі зайнятості: освіта, охорона здоров'я та соціальна допомога — 31,5 %, виробництво — 16,2 %, роздрібна торгівля — 11,6 %, публічна адміністрація — 7,8 %.